# Freibierotto
Freibierotto ist ein Partyschlager der Dorfrocker aus dem Jahr 2014. Im Vorfeld der Veröffentlichung des Musikvideos mit Micaela Schäfer sorgte ein kontroverses Pressefoto für Medienaufsehen, das Schäfer teilweise entblößt in der katholischen Dorfkirche von Fabrikschleichach in Bayern zeigt.

## Text

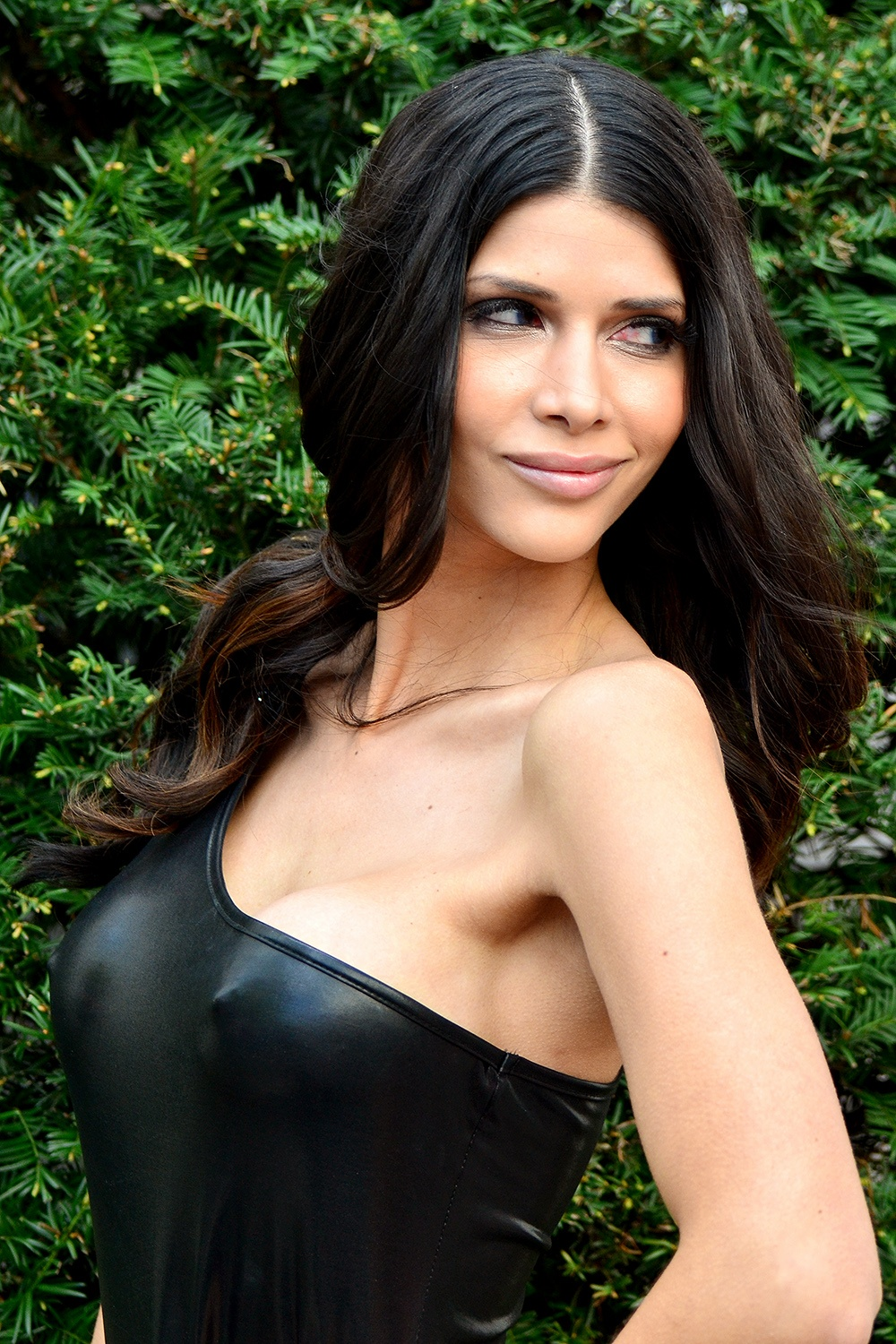
Micaela Schäfer, die im Video die Stiefmutter spielt

Otto hat eine neue Stiefmutter, die 32 ist und von Männern begehrt wird. Da nur Ottos Vater mit ihr schlafen darf, tröstet sie Otto mit Freibier aus der Brauerei der Stiefmutter.

## Video
Das Musikvideo zeigt, wie Otto zusammen mit den Dorfrockern Bier trinkt und Letztere Ottos Stiefmutter, die stets mit Dessous bekleidet ist, nachsteigen. Allerdings wehrt sie jeden Versuch der Dorfrocker ab und geht nur mit Ottos Vater ins Bett.

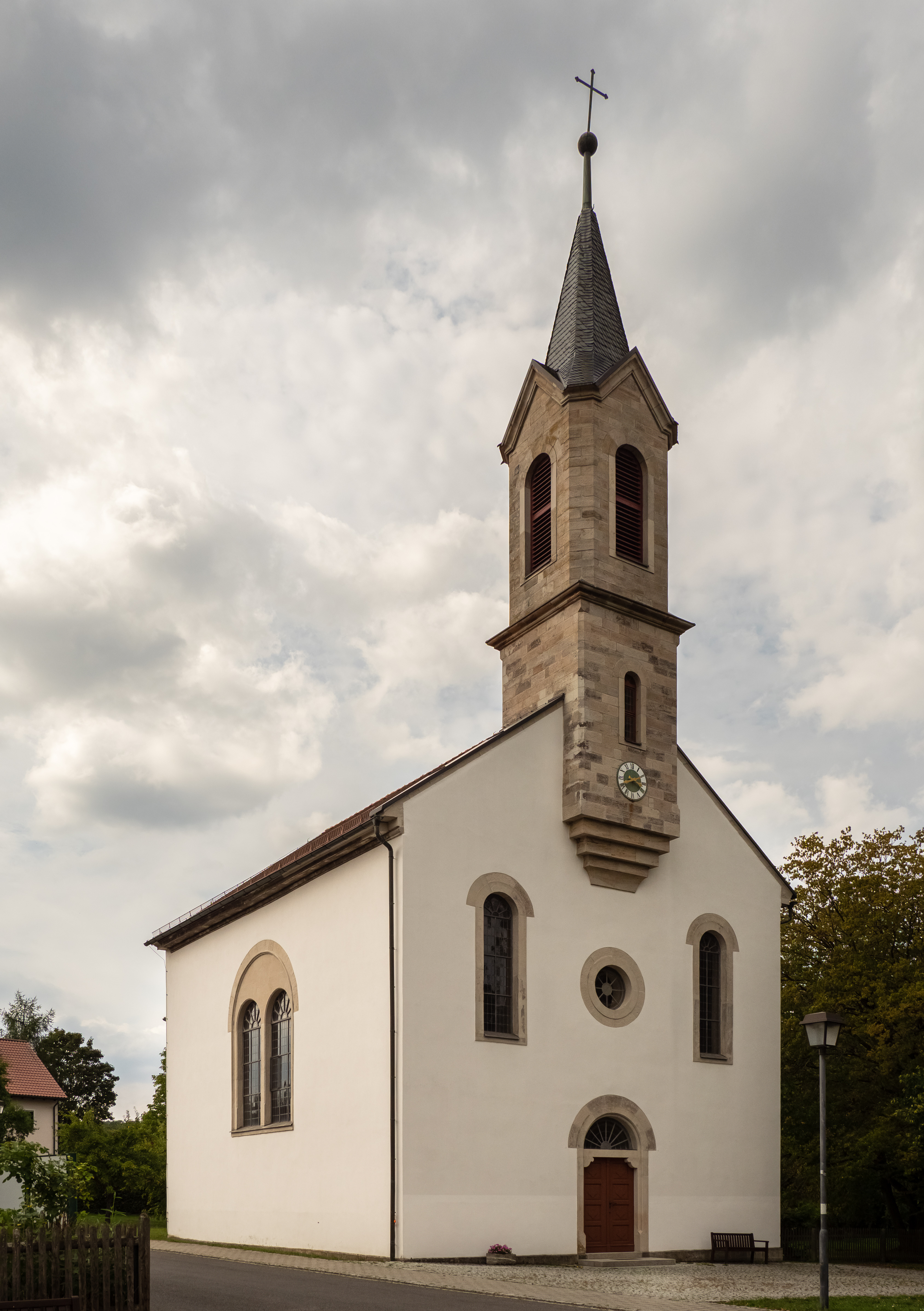
St. Kilian und Gefährten (Fabrikschleichach)

Gedreht wurde das Musikvideo in dem unterfränkischen Dorf Rauhenebrach im Dorfteil Fabrikschleichach. Ferner sollen in der katholischen Kirche St. Kilian und Gefährten von Fabrikschleichach Aufnahmen entstanden sein, in denen Micaela Schäfer fast nackt zu sehen ist. Diese Szenen sind allerdings nicht im Video zu sehen.

## Rezeption
Micaela Schäfer veröffentlichte im Vorfeld der Veröffentlichung des Videos auf Facebook ein Foto, auf dem sie nur mit einem Slip bekleidet von den Dorfrockern vor dem Altar der Kirche hochgehoben wird. Das Foto sorgte für verärgerte Reaktionen im Dorf und wurde von der Presse, unter anderem auch in Bild, als großer Aufmacher präsentiert.
Das Bistum Würzburg prüfte, ob eine Anzeige in Frage kommt, da hier religiöse Gefühle verletzt würden und der Frieden des Ortes gestört sei. Diese wäre nach § 167 Absatz 2 Strafgesetzbuch nicht unbegründet, da hier mit beschimpfenden Unfug argumentiert werden könnte.
In der Zwischenzeit entschuldigten sich die Dorfrocker für das Foto bei dem Pfarrer des Ortes und kündigten ein Kirchenkonzert an. Micaela Schäfer sagte hierzu:

„Ich glaube, der liebe Gott hatte nichts dagegen und sich vielleicht sogar ein bisschen gefreut. Sonst hätte er mir sicher eine Zeichen seines Missfallens gesandt. Vielleicht habe ich mit meinem Nackt-Auftritt in der Kirche gesündigt. Aber es macht mir nichts aus, dass ich dafür irgendwann nicht in den Himmel, sondern in die Hölle komme. Ich bin Atheistin, aber ich respektiere natürlich die religiösen Gefühle meiner Mitmenschen. Ich finde es allerdings nicht schlimm, sich in einer Kirche nackt zu zeigen. Die Babys bei der Taufe sind ja auch nackt und wir alle kommen nackt zur Welt. Das sollte doch gerade die Kirche wissen.“